# Муїль
Муїль (ісп. Muyil, також відомий як Чуняшче ісп. Chunyaxché) — руїни стародавнього міста мая на сході Юкатану біля Карибського моря.
Місто Муїль названо так за назвою однієї з двох довколишніх лагун, Муїль та Чуняшче.

## Географія

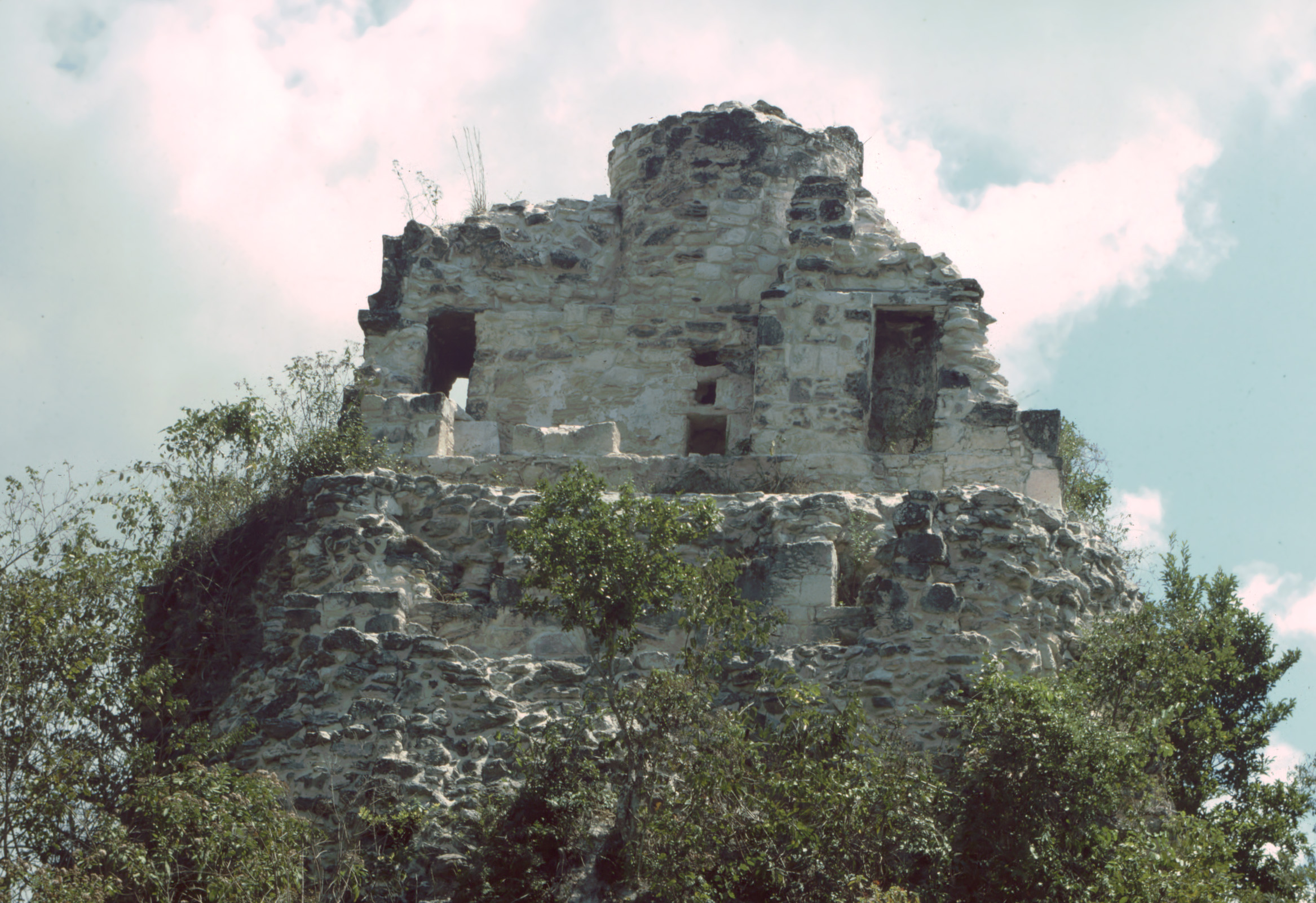
Храм на вершині піраміди

Муїль розташований у 22 км від Тулума, 45 км від Коба та у 150 км від Канкуна у біосферному заповіднику Сіан-Каан штату Кінтана-Роо в Мексиці. Займає територію в 50 гектарів та знаходиться в 12 км від Карибського моря. Місто розташоване на карстовому шельфі (8 метрів над рівнем моря) біля двох лагун з прісною водою, що мають вихід у Карибське море. Польові археологічні роботи тут проводилися з 1987 по 1991 роки. Виявлено 32 тис. залишків кераміки та інших артефактів, що датуються від середнього формативного (протокласичного) періоду (350 до н.е.) до післякласичного періоду (1550 р. н. е.). Іспанських артефактів в археологічній зоні Муїль знайдено не було.

## Історія
Є можливим припустити, що Муїль був заселений швидше від Коба, одного з найбільших міст мая. Згодом Муїль потрапив під політичне панування Коба та став одним з його портів. Протягом пізнього формативного та класичного періодів обидва міста мають багато спільного, це добре видно по кераміці. Як і Коба, Муїль мав налагоджені зв'язки з містами на території сучасного Белізу в ранньому класичному періоді і з регіоном Пуук у післякласичному періоді. Зв'язки Коби та Муїля починають слабшати в післякласичному періоді, коли для Муїля велику роль стали відігравати зв'язки з післякласичними містами узбережжя. У Кобе в післякласичному періоді почало скорочуватися займана ним територія і зведення нових будівель. Муїль у післякласичний період став більший за розмірами та на його периферії з'явилися стіни. У пізньому післякласичному періоді збільшилося населення Муїля. У цей же період помітно змінилася структура поселення. Під час конкісти, мешканці покинули місто та до XIX століття про нього нічого не було відомо. Сучасні повідомлення про городище почали надходити з 1926 року.

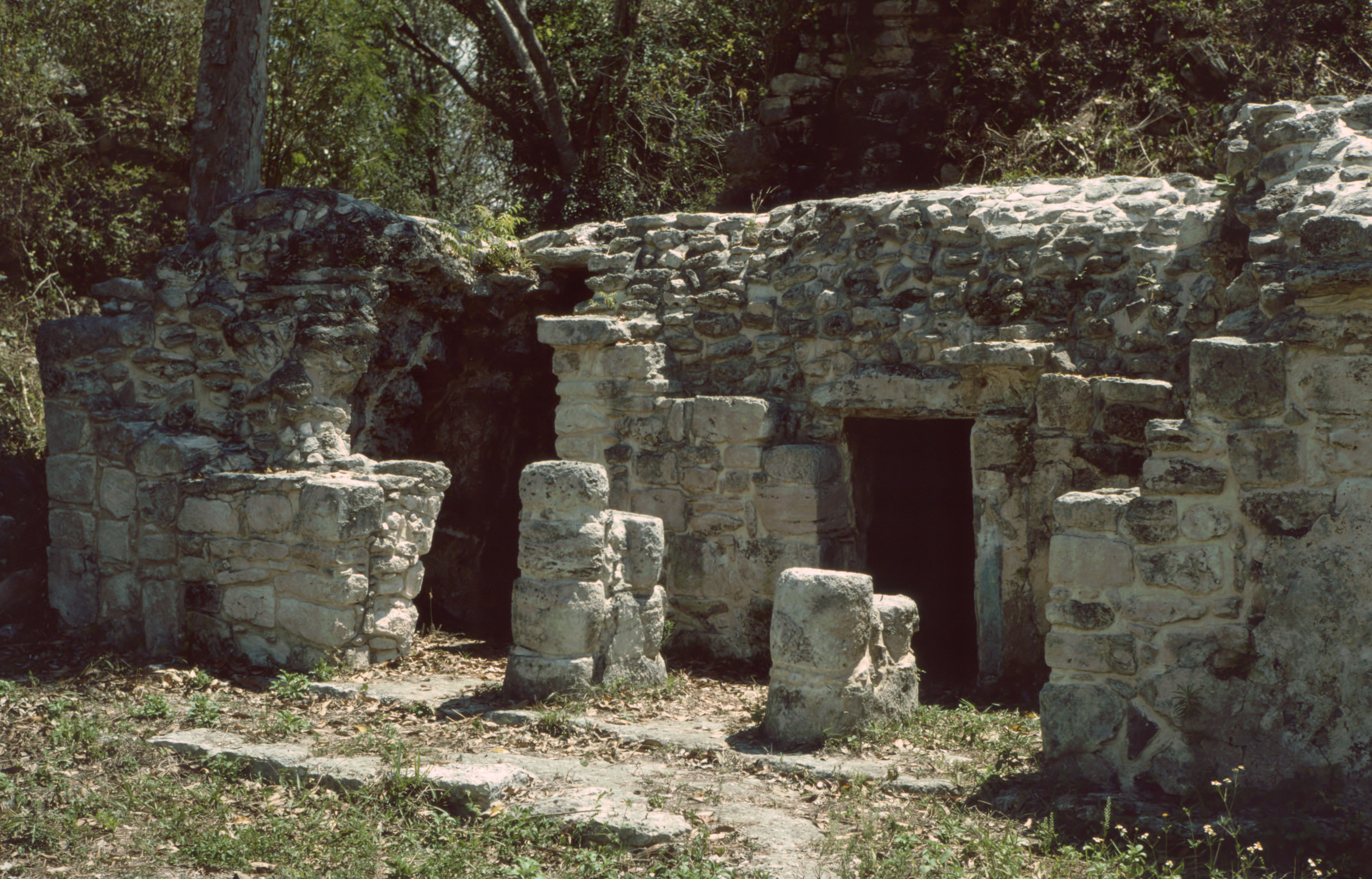
Нижня частина піраміди

## Архітектура
У місті є кілька відмінних рис, серед яких виділяється змішання архітектурних стилів, що є характерною рисою для поселень, що існували довгий час. Під час розквіту, у Муїль було більше храмів, ніж у Тулумі, проте тільки жменька зараз розчищені.
Археологічна зона Муїль складається з декількох груп пірамідальних храмів, великих платформ резиденцій еліти, сакбе, що знаходиться в межах міста, безлічі насипів для будинків і польових стін, що займають велику територію.
У місті знаходиться 17-метровий храм, відомий як Ель Кастільйо, на вершині якого розташований храм, зовні схожий на невелику вежу, що робить будова нетиповим для цього регіону. У будівлю є 2 вівтаря, в одному з яких археологи Національного інституту антропології та історії (INAH) знайшли в 2002 році підношення, що складалося з великої кількості крихітних намистин, зроблених з нефриту та черепашок.
Навколо Ель Кастільйо розташована основна частина архітектурного комплексу: храм на північному сході та Велика Платформа, яка обрамляє практично більшу частину західного кордону природної западини (2,5 метра глибини). Дослідження знайденої кераміки показало, що перші жителі почали заселяти територію біля цієї западини, яка потім була центром міста весь наступний час — ця риса характерна для багатьох інших міст, жителі яких обирали місце для поселення виходячи з доступу до води і безпосередньо характеристик самої території, наприклад, Коба розташований біля декількох прісноводних озер, Тулум — у природній гавані та на мисі, Шельха — у природній гавані та великій сеноти, також як і Шкарет.
На південь, безпосередньо біля храму та біля Великої Платформи, розташувався великий комплекс, що складається з платформ для будинків. Біля Ель Кастільйо ніяких великих житлових будівель не знайдено. Менші за розміром платформи розташовані по краях від центру міста, поступово зменшуючись у кількості при віддаленні на 300—400 метрів.

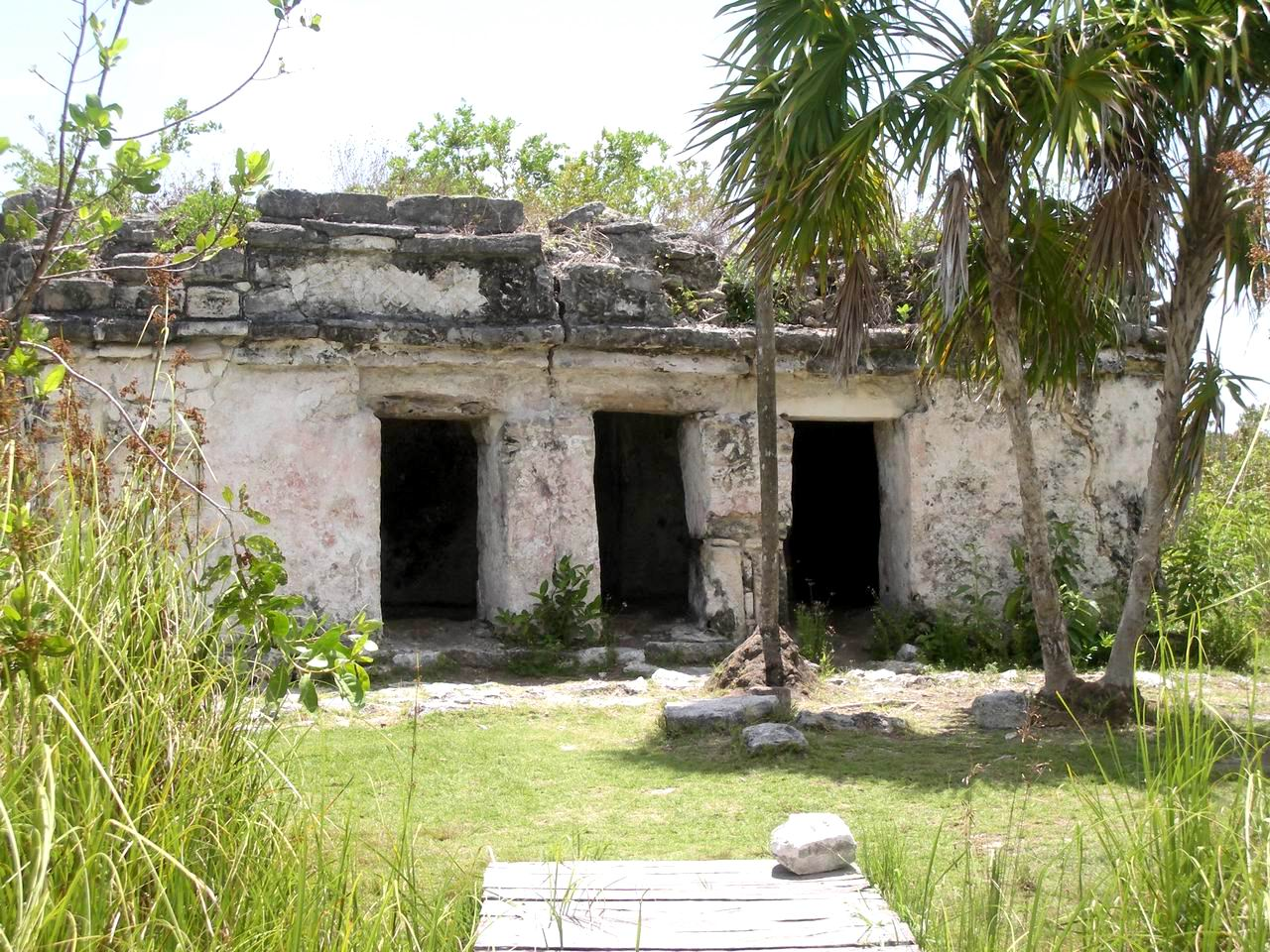

## Економіка
Муїль був важливим містом прибережної торгівлі до іспанського завоювання. Для перевезення торгових вантажів використовувалися Карибське море та дві лагуни Муїль та Чуняшче, що з'єднали море з внутрішньою територією.

## Природа
Довкілля охороняється біосферним заповідником Сіан-Каан та добре збереглося в наш час, тим самим Муїль становить інтерес для тих, хто хоче насолодитися як природою, так і історією.
Територія Сіан-Каан була оголошена біосферним заповідником у 1986 році — з цього часу INAH та природоохоронні влади проводять спільні роботи щодо захисту як екосистеми, так і археологічних пам'ятників.